# Megachoriolaus atripennis
Megachoriolaus atripennis är en skalbaggsart som först beskrevs av Bates 1870.  Megachoriolaus atripennis ingår i släktet Megachoriolaus och familjen långhorningar. Inga underarter finns listade i Catalogue of Life.